# لازاروی خوشحال
لازاروی خوشحال (به ایتالیایی: "Lazzaro Felice ") نام یک فیلم درام ایتالیایی به کارگردانی آلیس رورواچر محصول ۲۰۱۸ است. این فیلم برای رقابت در کسب نخل طلا هفتاد و یکمین جشنواره فیلم کن انتخاب شد.

## داستان
داستان آشنایی «لازارو» پسر کشاورزی که عده‌ای او را ساده لوح می خوانند با «تانکردی» که پسری نجیب زاده است. زندگی آنها در روستای دورافتاده‌ای تحت سلطه «آلفونسیا» معروف به ملکه سیگار است. پیوند محکمی بین آن دو شکل می گیرد. این دوستی تا اندازه ای برای «لازارو» ارزشمند می شود که بعد از مدتی برای یافتن «تانکردی» پا به شهر می گذارد، جایی که او مثل یک قطعه‌ از گذشته است که در دنیای مدرن گم شده است.

## بازیگران
- نیکولتا براسچی
- سرژی لوپس
- آلبا رورواشر
- الیزابتا روکتی